# Chauny
Chauny is een gemeente in het Franse departement Aisne (regio Hauts-de-France). De gemeente telde 11.456 inwoners op 1 januari 2022. De plaats maakt deel uit van het arrondissement Laon. In de gemeente ligt spoorwegstation Chauny.
Chauny is de 6e stad naar inwonertal van het departement en fungeert jaarlijks als finishplaats van de wielerwedstrijd Parijs-Chauny.

## Geschiedenis
Voor de Franse Revolutie, tijdens het ancien régime, lag Chauny in het Franse graafschap Vermandois.
De stad liep grote schade op tijdens de Eerste Wereldoorlog en de wederopbouw tijdens het interbellum gebeurde volgens een structuurplan. De leidende architect was Louis Rey en de heropbouw gebeurde voor een groot deel in de stijl van de art deco.

## Geografie
De oppervlakte van Chauny bedroeg op 1 januari 2022 13,28 vierkante kilometer; de bevolkingsdichtheid was toen 862,7 inwoners per km². De Oise stroomt door de gemeente en ook het Canal de Saint-Quentin loopt door de gemeente.
De onderstaande kaart toont de ligging van Chauny met de belangrijkste infrastructuur en aangrenzende gemeenten.

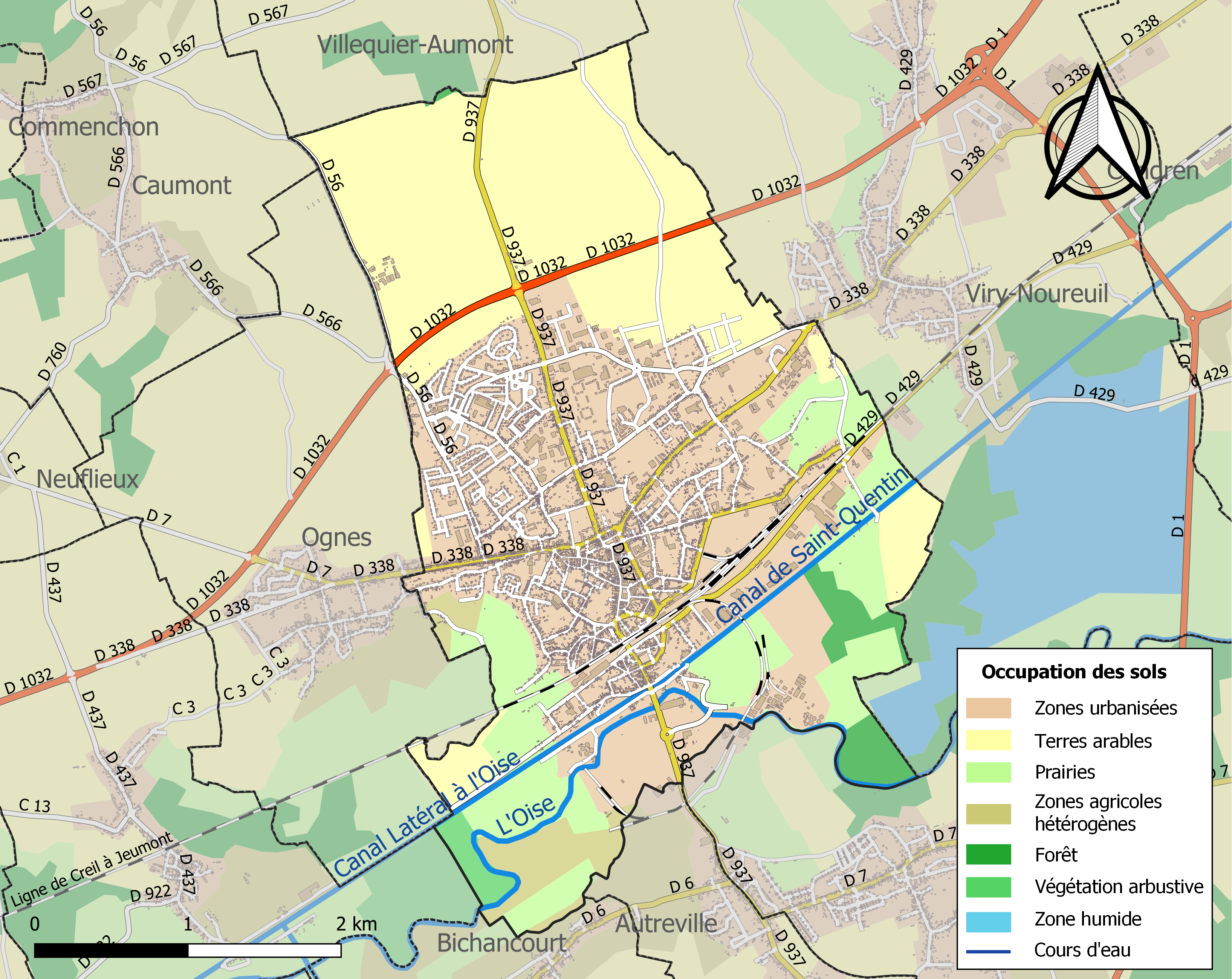

## Demografie
Onderstaande figuur toont het verloop van het inwonertal (bron: INSEE-tellingen).
Vanwege een beveiligingsprobleem met de MediaWiki Graph-software is het momenteel niet mogelijk deze grafiek weer te geven. Zodra de software is bijgewerkt zal de grafiek vanzelf weer zichtbaar worden.

## Bezienswaardigheden

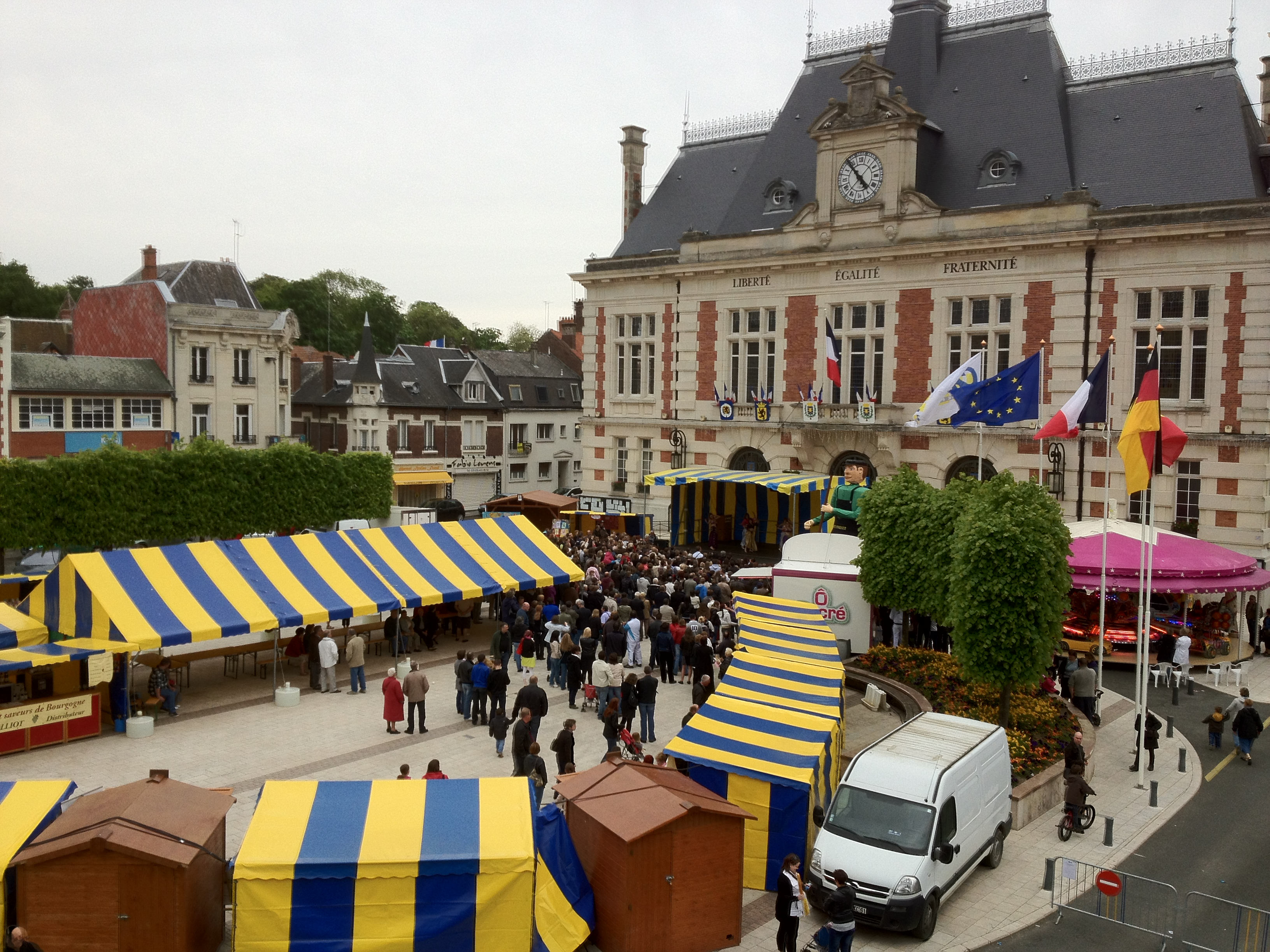
Gemeentehuis (1930) ontworpen door Charles Luciani met toegangsdeuren ontworpen door Edgar Brandt.
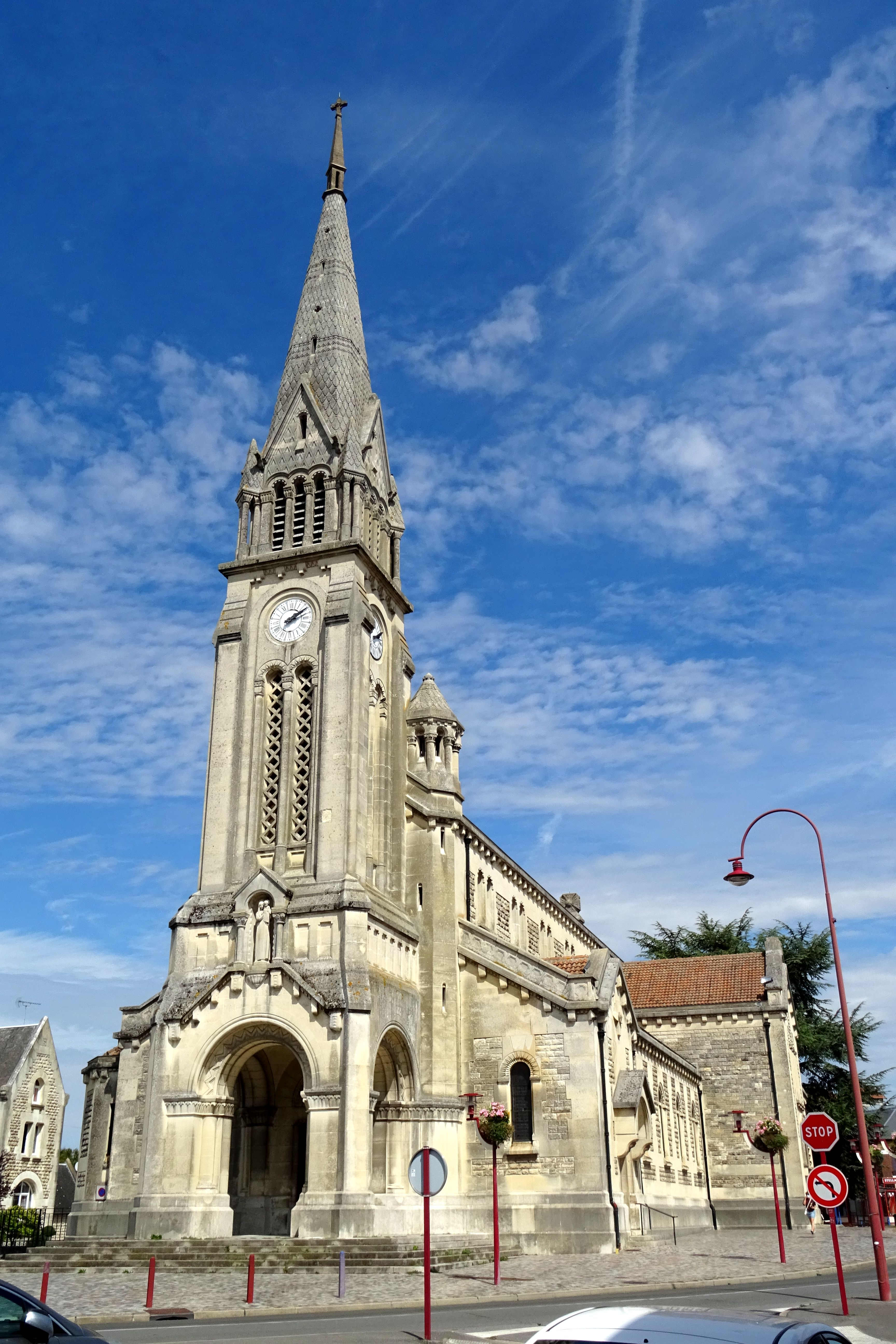
Église Notre-Dame (1930) ontworpen door Charles Luciani.
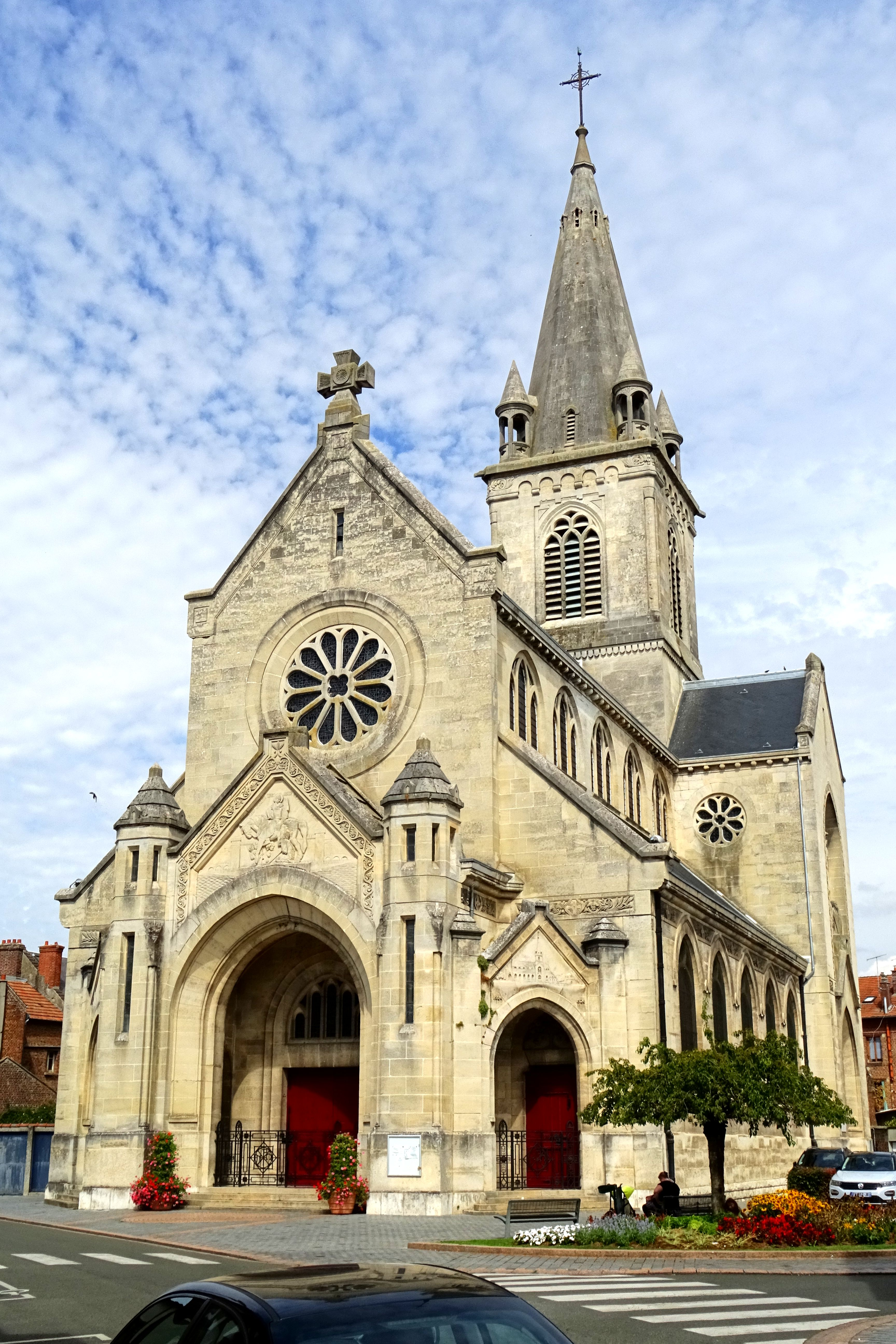
Église Saint-Martin (1927) ontworpen door Régis Jardel met in het interieur beeldhouwwerken van Henri Bouchard (1875-1960).
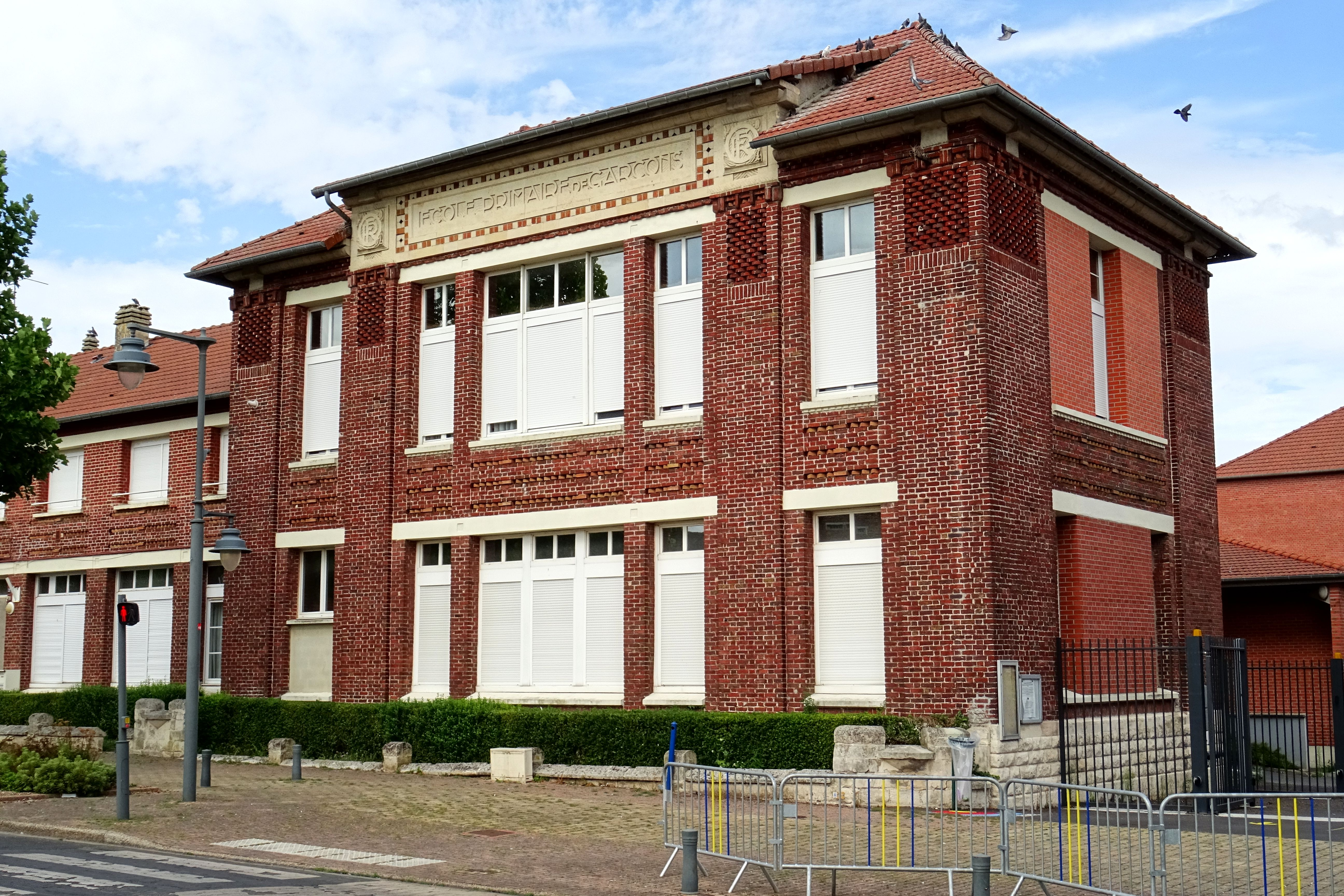
Voormalige jongensschool (boulevard Gambetta) ontworpen door Charles Luciani
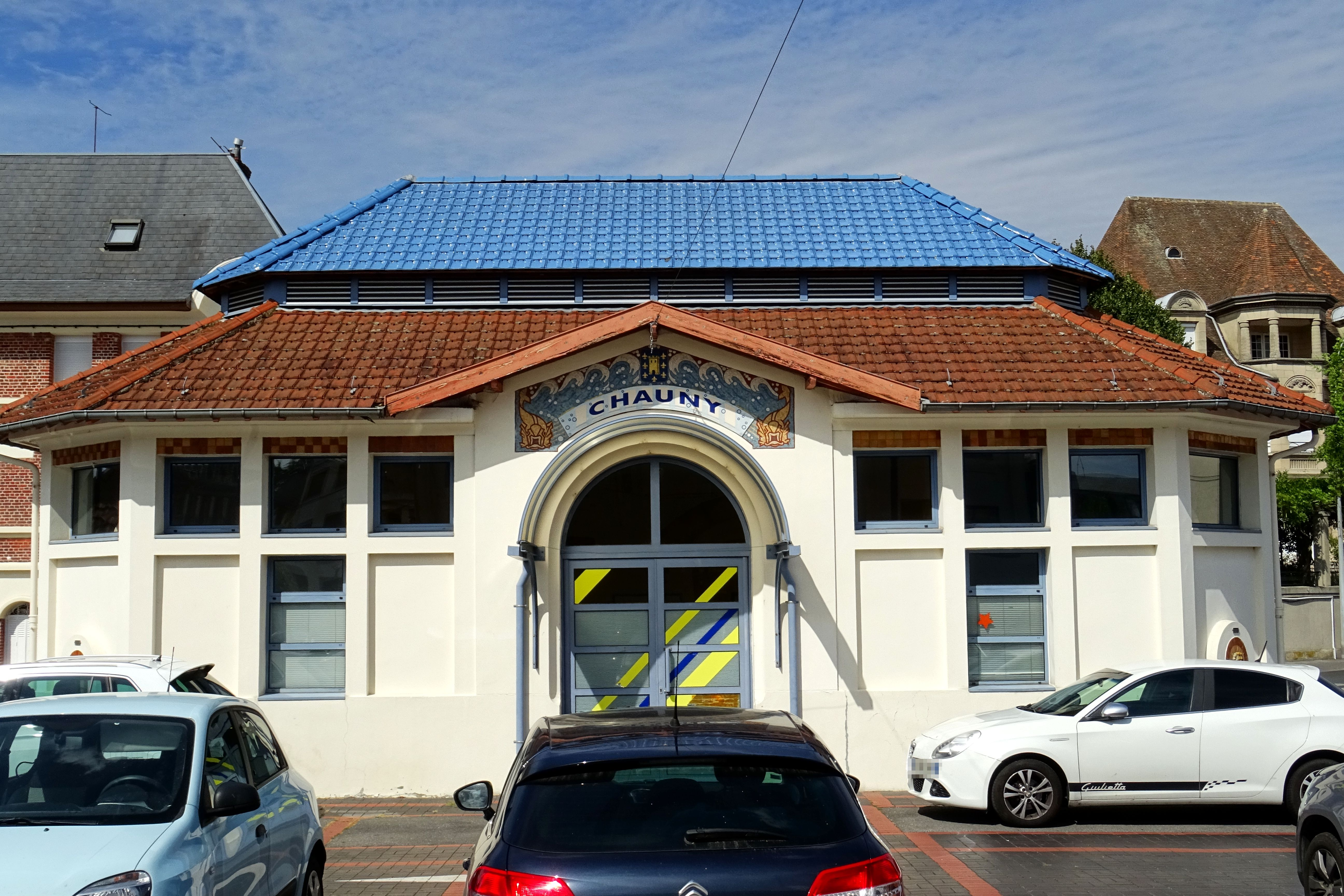
Marché aux poissons ontworpen door Charles Luciani
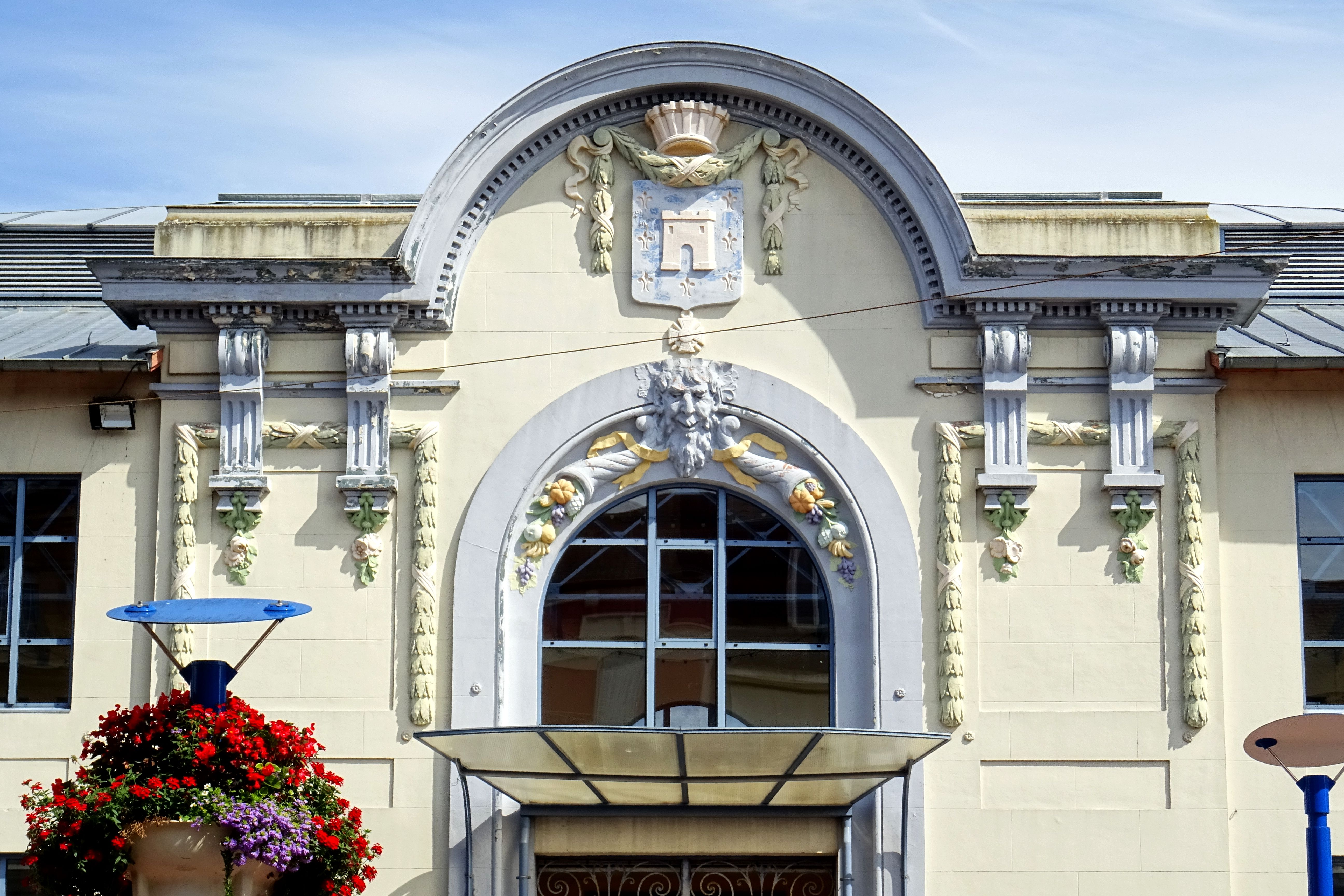
Marché couvert ontworpen door Louis Rey

## Geboren
- Jean-Thomas-Louis Quevreux (1755-1802), burgemeester van Charleroi
- Constance Mayer (1775-1821), kunstschilder
- Martial Gayant (1962), wielrenner en ploegleider